# Свјетско друмско првенство UCI
Свјетско друмско првенство UCI је годишње такмичење које организује Свјетска бициклистичка унија (UCI) како би одредила свјетског шампиона у друмском бициклизму. Првенства се одржавају у више категорија, за мушкарце и жене, у другој држави сваке године. Свјетски шампион носи бијелу мајицу са обојеним тракама у подручју груди до наредног првенства. Због сличност са бојама дуге, дато јој је име мајица дугиних боја. Прва три возача добијају златну, сребрну и бронзану медаљу. Бившим свјетским шампионима дозвољено је да носе украс на крагни и рукавима у дугиним бојама.
Првенства се одржавају за сениоре, возаче до 23 године и јуниоре, у друмској трци и хронометру. Од 1962. до 1994. године, одржавано је првенство у екипном хронометру за националне тимове, док се у периоду од 2012. до 2018. одржавало првенство у екипном хронометру за комерцијалне тимове. Од 2019. одржава се првенство у екипном хронометру за мјешовите националне тимове.
Од 2023. на сваке четири године, годину прије Олимпијских игара, одржаваће се заједничко Свјетско првенство, на којем ће се у периоду од двије недеље, у истом граду, такмичити бициклисти из 13 различитих Свјетских првенстава.

## Историја
Прво Свјетско друмско првенство одржано је 1921. године, али је једина дисциплина била трка за аматере. Прво друмско првенство за професионалце одржано је 1927. године, на стази Нирбугринг, у данашњој Њемачкој. Аматери и професионалци су возили заједно, стартовало је 55 возача, од чега су 33 били аматери. Побиједио је Италијан Алфредо Бинда, подијум су употпунили Италијани — Костанте Ђирарденго и Доменико Пјемонтези. Од аматера, Белгијанац Жан Арт завршио је трку на петом мјесту и проглашен је за аматерског свјетског шампиона. Друмска трка за жене први пут је одржана 1958. године, побиједила је Луксембуржанка Елси Јакобс.
Године 1962. представљено је Свјетско првенство у екипном хронометру за националне тимове, које се, од 1972. није одржавало само у годинама у којима су се одржавале Олимпијске игре. Године 1994. уведен је индивидуални хронометар за мушкарце и жене, док је исте године укинут екипни хронометар за националне тимове. До 1995. године одржавано је Свјетско првенство за аматере, које је 1996. замијењено категоријом за возаче до 23 године, у друмској трци и у вожњи на хронометар. Друмска трка за јуниоре уведена је 1975, док је вожња на хронометар уведена 1994. Године 2012. уведен је екипни хронометар за комерцијалне тимове за мушкарце и жене, који је укинут након првенства 2018. Године 2019, представљен је мјешовити хронометар за националне тимове, који се састоји у штафети од по три мушкарца и три жене. Мушкарци стартују први, а у тренутку када други возач пређе линију циља, стартују жене. Коначно вријеме узима се када друга жена прође кроз циљ. Прво првенство у мјешовитом хронометру освојила је Холандија.
Од 1995. Свјетско друмско првенство одржава се на крају сезоне у Европи, након Вуелта а Еспање. Прије тога, првенство се одржавало крајем августа или прве недеље септембра, изузев 1970, када је првенство одржано средином августа.
Свјетско друмско првенство одржава се у различитим градовима и регионима сваке године. Првенство се одржава по равном терену, што фаворизује спринтере, као и по успонима, што фаворизује брдаше. Рута је обично у финишу кружна и возачи морају да одвезу одређени број кругова. Друмска трка у оквиру Свјетског првенства, као и два од три гранд тура, обично Тур де Франс и Ђиро д’Италија, сматрају се Троструком круном бициклизма. Једино су Еди Меркс (1974) и Стивен Роуч (1987) освојили Ђиро, Тур и друмску трку на Свјетском првенству исте године.
Свјетско друмско првенство се од оснивања одржавало посебно од првенстава у другим дисциплинама, различитим датумима и у различитим државама, сваке године. Од 2023. по први пут ће првенство бити одржано у истом граду у свим врстама бициклизма и свим дисциплинама, као јединствено Свјетско првенство у бициклизму. Домаћин првог јединственог првенства је Глазгов, након чега ће јединствено Свјетско првенство бити одржавано сваке четири године, годину прије Олимпијских игара.
Због пандемије вируса корона, сезона 2020. је била прекинута, а након успостављања новог календара, првенство је помјерено за крај септембра, недељу дана након Тур де Франса. Првобитно су домаћини Свјетског првенства 2020.требало да буду швајцарски градови Игл и Мартињи, али су швајцарске власти донијеле закон о забрани окупљања, због чега је првенство отказано. Након отказивања, Имола и успон Ла Планш де бел филс у планинском масиву Вогези, на којем је завршен Тур де Франс, били су кандидати за организацију првенства. Организација је додијељена Имоли, али организовано је само првенство у дисциплинама за сениоре за мушкарце и жене, без дисциплина за јуниоре и возаче до 23 године.

## Дисциплине
На свјетском првенству учествују национални тимови, умјесто комерцијалних који се такмиче на већини трка. Побједници у свим категоријама носе мајицу дугиних боја на свим тркама у тој категорији на којима наступају, до наредног првенства.
Тренутно се првенство одржава у 11 категорија:
- Друмска трка за мушкарце
- Вожња на хронометар за мушкарце
- Друмска трка за возаче до 23 године
- Вожња на хронометар за возаче до 23 године
- Друмска трка за јуниоре
- Вожња на хронометар за јуниоре
- Друмска трка за жене
- Хронометар за жене
- Друмска трка за јуниорке
- Вожња на хронометар за јуниорке
- Мјешовити екипни хронометар

Бивше дисциплине:
- Друмска трка за аматере
- Екипни хронометар за мушкарце
- Екипни хронометар за жене

## Првенства
| Година                                                                        | Држава               | Локација       |
| ----------------------------------------------------------------------------- | -------------------- | -------------- |
| 1921                                                                          | Данска               | Копенхаген     |
| 1922                                                                          | Уједињено Краљевство | Ливерпул       |
| 1923                                                                          | Швајцарска           | Цирих          |
| 1924                                                                          | Француска            | Париз          |
| 1925                                                                          | Холандија            | Апелдорн       |
| 1926                                                                          | Италија              | Милано         |
| 1927                                                                          | Немачка              | Нирбургринг    |
| 1928                                                                          | Мађарска             | Будимпешта     |
| 1929                                                                          | Швајцарска (2)       | Цирих (2)      |
| 1930                                                                          | Белгија              | Лијеж          |
| 1931                                                                          | Данска (2)           | Копенхаген (2) |
| 1932                                                                          | Италија (2)          | Рим            |
| 1933                                                                          | Француска (2)        | Монлери        |
| 1934                                                                          | Њемачка (2)          | Лајпциг        |
| 1935                                                                          | Белгија (2)          | Флореф         |
| 1936                                                                          | Швајцарска (3)       | Берн           |
| 1937                                                                          | Данска (3)           | Копенхаген (3) |
| 1938                                                                          | Холандија (2)        | Валкенбург     |
| првенство није одржавано у периоду од 1939 до 1945 због Другог свјетског рата |                      |                |
| 1946                                                                          | Швајцарска (4)       | Цирих (3)      |
| 1947                                                                          | Француска (3)        | Ремс           |
| 1948                                                                          | Холандија (3)        | Валкенбург (2) |
| 1949                                                                          | Данска (4)           | Копенхаген (4) |
| 1950                                                                          | Белгија (3)          | Морследе       |
| 1951                                                                          | Италија (3)          | Варезе         |
| 1952                                                                          | Луксембург           | Луксембург     |
| 1953                                                                          | Швајцарска (5)       | Лугано         |
| 1954                                                                          | Западна Њемачка      | Золинген       |
| 1955                                                                          | Италија (4)          | Фраскати       |
| 1956                                                                          | Данска (5)           | Копенхаген (5) |
| 1957                                                                          | Белгија (4)          | Варегем        |
| 1958                                                                          | Француска (4)        | Ремс (2)       |
| 1959                                                                          | Холандија (4)        | Зандворт       |
| 1960                                                                          | Источна Њемачка      | Кемниц         |

| Година | Држава               | Локација           |
| ------ | -------------------- | ------------------ |
| 1961   | Швајцарска (6)       | Берн (2)           |
| 1962   | Италија (5)          | Сало               |
| 1963   | Белгија (5)          | Ронс               |
| 1964   | Француска (5)        | Саланш             |
| 1965   | Шпанија              | Сан Себастијан     |
| 1966   | Западна Њемачка (2)  | Нирбургринг (2)    |
| 1967   | Холандија (5)        | Херлен             |
| 1968   | Италија (6)          | Имола              |
| 1969   | Белгија (6)          | Хезден-Золдер      |
| 1970   | Велика Британија (2) | Лестер             |
| 1971   | Швајцарска (7)       | Мендиризио         |
| 1972   | Француска (6)        | Гап                |
| 1973   | Шпанија (2)          | Барселона          |
| 1974   | Канада               | Монтреал           |
| 1975   | Белгија (7)          | Ивуар              |
| 1976   | Италија (7)          | Остуни             |
| 1977   | Венецуела            | Сан Кристобал      |
| 1978   | Западна Њемачка (3)  | Нирбургринг (3)    |
| 1979   | Холандија (6)        | Валкенбург (3)     |
| 1980   | Француска (6)        | Саланш (2)         |
| 1981   | Чехословачка         | Праг               |
| 1982   | Велика Британија (3) | Гудвуд             |
| 1983   | Швајцарска (8)       | Тал                |
| 1984   | Шпанија (3)          | Барселона (2)      |
| 1985   | Италија (8)          | Ђавера дел Монтело |
| 1986   | САД                  | Колорадо Спрингс   |
| 1987   | Аустрија             | Филах              |
| 1988   | Белгија (8)          | Ронс (2)           |
| 1989   | Француска (7)        | Шамбери            |
| 1990   | Јапан                | Уцуномија          |
| 1991   | Њемачка (3)          | Штутгарт           |
| 1992   | Шпанија (4)          | Бенидорм           |
| 1993   | Норвешка             | Осло               |
| 1994   | Италија (9)          | Агриђенто          |
| 1995   | Колумбија            | Дуитама            |
| 1996   | Швајцарска (9)       | Лугано (2)         |
| 1997   | Шпанија (5)          | Сан Себастијан (2) |
| 1998   | Холандија (7)        | Валкенбург (4)     |

| Година | Држава               | Локација          |
| ------ | -------------------- | ----------------- |
| 1999   | Италија (10)         | Верона            |
| 2000   | Француска (8)        | Плуе              |
| 2001   | Португалија          | Лисабон           |
| 2002   | Белгија (9)          | Хезден-Золдер (2) |
| 2003   | Канада (2)           | Хамилтон          |
| 2004   | Италија (11)         | Верона (2)        |
| 2005   | Шпанија (6)          | Мадрид            |
| 2006   | Аустрија (2)         | Салцбург          |
| 2007   | Њемачка (4)          | Штутгарт (2)      |
| 2008   | Италија (12)         | Варезе (2)        |
| 2009   | Швајцарска (10)      | Мендиризио (2)    |
| 2010   | Аустралија           | Мелбурн           |
| 2011   | Данска (6)           | Копенхаген (6)    |
| 2012   | Холандија (8)        | Валкенбург (5)    |
| 2013   | Италија (13)         | Фиренца           |
| 2014   | Шпанија (7)          | Понферада         |
| 2015   | САД (2)              | Ричмонд           |
| 2016   | Катар                | Доха              |
| 2017   | Норвешка (2)         | Берген            |
| 2018   | Аустрија (3)         | Инзбрук           |
| 2019   | Велика Британија (4) | Харогејт          |
| 2020   | Италија (14)         | Имола (2)         |
| 2021   | Белгија (10)         | Бриж и Левен      |
| 2022   | Аустралија (2)       | Вулонгонг         |
| 2023   | Велика Британија (5) | Глазгов           |
| 2024   | Швајцарска (12)      | Цирих (4)         |

## Укупна табела
Ажурирано након првенства 2020.
Табела медаља укључује само медаље у сениорској конкуренцији. Медаље освојене у екипном хронометру за комерцијалне тимове, које је одржавано у периоду од 2012 до 2018, нису рачунате.
| Ранг   | Држава           | Злато | Сребро | Бронза | Укупно |
| 1      | Италија          | 53    | 47     | 43     | 154    |
| 2      | Белгија          | 38    | 31     | 29     | 98     |
| 3      | Холандија        | 37    | 31     | 28     | 96     |
| 4      | Француска        | 33    | 30     | 30     | 93     |
| 5      | Швајцарска       | 15    | 23     | 21     | 59     |
| 6      | САД              | 14    | 14     | 13     | 41     |
| 7      | Њемачка          | 13    | 17     | 20     | 50     |
| 8      | Велика Британија | 13    | 11     | 12     | 36     |
| 9      | Совјетски Савез  | 12    | 16     | 16     | 44     |
| 10     | Источна Њемачка  | 10    | 2      | 4      | 16     |
| 11     | Шпанија          | 9     | 13     | 16     | 38     |
| 12     | Шведска          | 9     | 5      | 7      | 21     |
| 13     | Данска           | 7     | 11     | 9      | 27     |
| 14     | Пољска           | 7     | 7      | 3      | 17     |
| 15     | Аустралија       | 6     | 11     | 6      | 23     |
| 16     | Западна Њемачка  | 4     | 4      | 5      | 13     |
| 17     | Русија           | 4     | 4      | 4      | 12     |
| 18     | Словачка         | 4     | 0      | 0      | 4      |
| 19     | Литванија        | 3     | 3      | 5      | 11     |
| 20     | Норвешка         | 2     | 2      | 4      | 8      |
| 21     | Белорусија       | 2     | 0      | 1      | 3      |
| 22     | Луксембург       | 1     | 3      | 4      | 8      |
| 23     | Нови Зеланд      | 1     | 2      | 2      | 5      |
| 24     | Украјина         | 1     | 2      | 1      | 4      |
| 25     | Ирска            | 1     | 1      | 3      | 5      |
| 26     | Летонија         | 1     | 1      | 0      | 2      |
| 27     | Колумбија        | 1     | 0      | 3      | 4      |
| 28     | Португалија      | 1     | 0      | 0      | 1      |
| 29     | Канада           | 0     | 3      | 3      | 6      |
| 30     | Чехословачка     | 0     | 2      | 2      | 4      |
| 31     | Аустрија         | 0     | 1      | 2      | 3      |
| 32     | Мађарска         | 0     | 1      | 1      | 2      |
| 32     | Словенија        | 0     | 1      | 1      | 2      |
| 34     | Бразил           | 0     | 1      | 0      | 1      |
| 35     | Казахстан        | 0     | 0      | 2      | 2      |
| 36     | Чешка            | 0     | 0      | 1      | 1      |
| 36     | Финска           | 0     | 0      | 1      | 1      |
| 36     | Уругвај          | 0     | 0      | 1      | 1      |
| Укупно | 38 држава        | 302   | 300    | 303    | 905    |